# Orlando Bridgeman, III conte di Bradford
Orlando George Charles Bridgeman, III conte di Bradford (Londra, 24 aprile 1819 – Weston Park, 12 marzo 1898), è stato un nobile e politico inglese.

## Biografia
Era il figlio di George Bridgeman, II conte di Bradford, e di sua moglie, Georgina Elizabeth Moncreiffe, figlia di Sir Thomas Moncreiffe, V Baronetto. Studiò alla Harrow School e al Trinity College di Cambridge.

## Carriera politica
Fu eletto deputato per South Shropshire nel 1842. Ricoprì la carica di vice ciambellano (1852 e 1858-1859). Nel 1852 fu membro del consiglio privato.
Nel 1865 successe al padre nella contea ed entrò nella Camera dei lord. Quando Lord Derby divenne primo ministro per la terza volta nel 1866, Lord Bradford ricoprì la carica di Lord Ciambellano, carica che ha mantenuto fino al dicembre 1868. Durante il governo di Disraeli e di Lord Salisbury, ricoprì la carica di Magister equitum (1874-1880 e 1885-1886).
È stato vice tenente di Staffordshire e servì come luogotenente di Shropshire (1875-1896). Ha servito nel North Shropshire Yeomanry Cavalry, cominciando come cornetta nel 1839, raggiungendo il grado di capitano nel 1844 e consegnò le dimissioni nel 1869. È stato anche un colonnello nel 1º reggimento dei volontari del Shropshire Light Infantry.

## Matrimonio
Sposò, il 30 aprile 1844, Selina Weld-Forester (?-25 novembre 1894), figlia di Cecil Weld-Forester, I barone Forester e Lady Catherine Manners. Ebbero quattro figli:
- George Bridgeman, IV conte di Bradford (1845-1915);
- Lord Francis Charles Bridgeman (1846-1917), sposò Gertrude Cecilia Hanbury, ebbero cinque figli;
- Lady Mabel Selina Bridgeman (?-1933), sposò William Kenyon-Slaney, ebbero due figli;
- Lady Florence Katharine Bridgeman (1859-1943), sposò Henry Lascelles, V conte di Harewood, ebbero tre figli.

## Morte
Morì il 9 marzo 1898, all'età di 78 anni, a Weston Park, nel Staffordshire, dopo una lunga malattia. Fu sepolto a Weston-under-Lizard, nel Staffordshire.

## Ascendenza
|                                             |                                      |                                            | Genitori                                 |  |  | Nonni |  |  | Bisnonni                              |  |  | Trisnonni                           |  |
|                                             |                                      |                                            |                                          |  |  |       |  |  | 8. Henry Bridgeman, I barone Bradford |  |  | 16. Orlando Bridgeman, IV baronetto |  |
|                                             |                                      |                                            |                                          |  |  |       |  |  | 8. Henry Bridgeman, I barone Bradford |  |  | 16. Orlando Bridgeman, IV baronetto |  |
|                                             |                                      | 17. Anne Newport                           |                                          |  |  |       |  |  | 8. Henry Bridgeman, I barone Bradford |  |  |                                     |  |
| 4. Orlando Bridgeman, I conte di Bradford   |                                      |                                            |                                          |  |  |       |  |  | 8. Henry Bridgeman, I barone Bradford |  |  |                                     |  |
|                                             |                                      | 9. Elizabeth Inchbald                      | 18. John Simpson                         |  |  |       |  |  |                                       |  |  |                                     |  |
|                                             |                                      | 9. Elizabeth Inchbald                      | 18. John Simpson                         |  |  |       |  |  |                                       |  |  |                                     |  |
|                                             |                                      | 9. Elizabeth Inchbald                      | 19. N.N. Stringer                        |  |  |       |  |  |                                       |  |  |                                     |  |
| 2. George Bridgeman, II conte di Bradford   |                                      | 9. Elizabeth Inchbald                      |                                          |  |  |       |  |  |                                       |  |  |                                     |  |
|                                             |                                      | 10. George Byng, IV visconte Torrington    | 20. George Byng, III visconte Torrington |  |  |       |  |  |                                       |  |  |                                     |  |
|                                             |                                      | 10. George Byng, IV visconte Torrington    | 20. George Byng, III visconte Torrington |  |  |       |  |  |                                       |  |  |                                     |  |
|                                             |                                      | 10. George Byng, IV visconte Torrington    | 21. Elizabeth Daniel                     |  |  |       |  |  |                                       |  |  |                                     |  |
| 5. Lucy Elizabeth Byng                      |                                      | 10. George Byng, IV visconte Torrington    |                                          |  |  |       |  |  |                                       |  |  |                                     |  |
|                                             |                                      | 11. Lucy Boyle                             | 22. John Boyle, V conte di Cork          |  |  |       |  |  |                                       |  |  |                                     |  |
|                                             |                                      | 11. Lucy Boyle                             | 22. John Boyle, V conte di Cork          |  |  |       |  |  |                                       |  |  |                                     |  |
|                                             |                                      | 11. Lucy Boyle                             | 23. Margaret Hamilton                    |  |  |       |  |  |                                       |  |  |                                     |  |
| 1. Orlando Bridgeman, III conte di Bradford |                                      | 11. Lucy Boyle                             |                                          |  |  |       |  |  |                                       |  |  |                                     |  |
|                                             | 12. William Moncreiffe, IV baronetto | 24. Thomas Moncreiffe, III baronetto       |                                          |  |  |       |  |  |                                       |  |  |                                     |  |
|                                             | 12. William Moncreiffe, IV baronetto | 24. Thomas Moncreiffe, III baronetto       |                                          |  |  |       |  |  |                                       |  |  |                                     |  |
|                                             | 12. William Moncreiffe, IV baronetto | 25. Katharine Murray                       |                                          |  |  |       |  |  |                                       |  |  |                                     |  |
| 6. Thomas Moncreiffe, V baronetto           | 12. William Moncreiffe, IV baronetto |                                            |                                          |  |  |       |  |  |                                       |  |  |                                     |  |
|                                             |                                      | 13. Clara Guthrie                          | 26. Robert Guthrie                       |  |  |       |  |  |                                       |  |  |                                     |  |
|                                             |                                      | 13. Clara Guthrie                          | 26. Robert Guthrie                       |  |  |       |  |  |                                       |  |  |                                     |  |
|                                             |                                      | 13. Clara Guthrie                          | …                                        |  |  |       |  |  |                                       |  |  |                                     |  |
| 3. Georgina Elizabeth Moncreiffe            |                                      | 13. Clara Guthrie                          |                                          |  |  |       |  |  |                                       |  |  |                                     |  |
|                                             |                                      | 14. George Ramsay, VIII conte di Dalhousie | 28. George Ramsay, Lord Ramsay           |  |  |       |  |  |                                       |  |  |                                     |  |
|                                             |                                      | 14. George Ramsay, VIII conte di Dalhousie | 28. George Ramsay, Lord Ramsay           |  |  |       |  |  |                                       |  |  |                                     |  |
|                                             |                                      | 14. George Ramsay, VIII conte di Dalhousie | 29. Jean Maule                           |  |  |       |  |  |                                       |  |  |                                     |  |
| 7. Elisabeth Ramsay                         |                                      | 14. George Ramsay, VIII conte di Dalhousie |                                          |  |  |       |  |  |                                       |  |  |                                     |  |
|                                             |                                      | 15. Elizabeth Glen                         | 30. Andrew Glen                          |  |  |       |  |  |                                       |  |  |                                     |  |
|                                             |                                      | 15. Elizabeth Glen                         | 30. Andrew Glen                          |  |  |       |  |  |                                       |  |  |                                     |  |
|                                             |                                      | 15. Elizabeth Glen                         | …                                        |  |  |       |  |  |                                       |  |  |                                     |  |
|                                             |                                      | 15. Elizabeth Glen                         |                                          |  |  |       |  |  |                                       |  |  |                                     |  |